# 혼다 교야
혼다 교야(일본어: 本田 響矢, 1999년 6월 20일~)는 일본의 남성 배우이다.
2016년, 일본에서 열린 " 남고생 미스터 콘 2016 '그랑프리를 수상하면서 많은 주목을 받았다.